# Cynanchum appendiculatopsis
Cynanchum appendiculatopsis är en oleanderväxtart som beskrevs av S. Liede. Cynanchum appendiculatopsis ingår i släktet Cynanchum och familjen oleanderväxter. Inga underarter finns listade i Catalogue of Life.